# Arachnopsita lithophila
Arachnopsita lithophila är en insektsart som beskrevs av Andrej Vasiljevitj Gorochov 2007. Arachnopsita lithophila ingår i släktet Arachnopsita och familjen syrsor. Inga underarter finns listade i Catalogue of Life.